# Il libro nero del cristianesimo
Il libro nero del cristianesimo, scritto da Jacopo Fo, Sergio Tomat e Laura Malucelli, è una raccolta di saggi sugli aspetti più controversi della storia delle varie dottrine cristiane dalle origini fino ai giorni nostri. La prima edizione è stata stampata nell'ottobre del 2000, mentre la seconda edizione aggiornata è stata pubblicata nel dicembre 2005.

## Struttura e contenuto del libro
Il libro è diviso in quattro parti che seguono la storia del Cristianesimo. La prima (Il cristianesimo da setta sovversiva a religione dell'impero romano) comprende tre capitoli (I primi cristiani e l'avvento di Paolo, Costantino e la chiesa imperiale, Le eresie antiche). La seconda (Il Medioevo) è formata da quattro capitoli (Le stragi cristiane sotto Giustiniano, Le conquiste e i crimini di Carlo Magno, Le Crociate: 200 anni di crimini e guerre in nome di Dio, Le eresie medievali). La terza parte (Modernità e repressione) contiene i capitoli Il divieto al popolo di leggere la Bibbia, L'inquisizione, La caccia alle streghe, La riforma protestante, Le basi religiose della guerra dei trent'anni, Colonialismo e schiavismo. Segue la quarta parte (L'età contemporanea), l'epilogo (Omertà, segreti, omissioni e bugie...) e le appendici (Altri eretici, La tortura, Il sequestro dei corpi, La persecuzione dei vecchi credenti in Russia).

## Edizioni
- Jacopo Fo, Sergio Tomat, Laura Malucelli, Il libro nero del cristianesimo, Scritto, Nuovi mondi, Perugia 2000
- Jacopo Fo, Sergio Tomat, Laura Malucelli, Il libro nero del cristianesimo: duemila anni di crimini nel nome di Dio, Nuovi mondi media, San Lazzaro di Savena 2005